# Kopf in der Schlinge (Film)
Kopf in der Schlinge ist ein Fernsehfilm von Walter Knaus. Die Produktion des Süddeutschen Rundfunks erlebte ihre Erstausstrahlung am 15. November 1960.

## Handlung
Peter Jones ist in einem Indizienprozess als Mörder seiner Frau zum Tode verurteilt worden. Frank Dearden, der als Staatsanwalt maßgeblich zur Verurteilung beigetragen hat, kommt am Abend vor der Hinrichtung später als gewohnt nach Hause. Seine Frau Harriet, die nicht an die Schuld Jones’ glaubt, bittet Chief Inspector Mason, noch einmal auf ihren Mann einzuwirken. Mason ist ebenso wie der Gerichtsmediziner Grainger sowie Lord und Lady Haggerton an diesem Abend Gast im Hause der Deardens.
Da Mason bei Dearden auf Granit beißt, versucht er dem Staatsanwalt die Gefahren eines Indizienprozesses vor Augen zu führen. Er stellt die Hypothese auf, Dearden habe einen Mord begangen und bittet ihn deshalb, lückenlos aufzuzeigen, wie und wo er die letzten Stunden vor dem Eintreffen in seinem Haus verbracht hat. Tatsächlich bringt er Dearden damit in Schwierigkeiten, der sich zunehmend in Widersprüche verwickelt und auch eine Verletzung an seiner Hand zunächst nicht plausibel erklären kann. Auch will Dearden seinen Chauffeur nach Hause geschickt haben und – entgegen seiner sonstigen Gewohnheit – zu Fuß gegangen sein, obwohl er zunächst angegeben hatte, die Verletzung rühre von einer Quetschung beim Aussteigen aus seinem Wagen her.
Kurz darauf wird Mason telefonisch informiert, dass die Schauspielerin Dinah Hill, eine lockere Bekanntschaft Deardens, erstochen in ihrer Wohnung aufgefunden wurde, und zwar in dem Zeitraum, für den Dearden kein stichhaltiges Alibi aufweisen kann. Weitere Untersuchungen des Mordes lassen Dearden nach und nach in einem immer zweifelhafteren Licht erscheinen. So wurden aus der Wohnung des Opfers Briefe gestohlen, Dearden wiederum wurde beobachtet, wie er einen Stapel Briefe von einer Brücke in die Themse warf. Der Inhaber einer gegenüber der Wohnung Dinah Hills befindlichen Weinhandlung will Dearden, der Kunde in dem Laden ist, zur fraglichen Zeit in das Haus hineingehen und später eilig wieder herauskommen gesehen haben. Gerichtsmediziner Grainger diagnostiziert die Verletzung an Deardens Hand als Schnittverletzung. Tatsächlich wurde Dinah Hill mit einer Schere ermordet. Ein am Tatort gefundener Knopf, der an Deardens Anzug fehlt, ist für den Chief Inspector ein weiterer Beweis für die Schuld des Staatsanwalts.
Unbemerkt hatte Mason zwischenzeitlich einen blutbefleckten Handschuh Deardens in die Gerichtsmedizin gebracht. Es stellt sich heraus, dass das Blut am Handschuh identisch mit dem an der Tatwaffe ist. Dearden gerät zunehmend in Panik, beginnt hektisch einen Koffer zu packen, wobei er von seiner Frau überrascht wird, der er wenig überzeugend zu erklären versucht, er packe bereits für den am nächsten Tag geplanten Urlaub.
Mason kehrt mit einem Haftbefehl für Dearden zurück, der nach wie vor darauf beharrt, dass er unschuldig sei und die Beweislage alleine auf Indizien fuße. Zur Überraschung aller präsentiert Mason schließlich das angebliche Opfer Dinah Hill. Mason erklärt, dass er sich den angeblichen Mord und die Indizien gegen Dearden nur ausgedacht und so falsche Spuren gelegt hatte, um zu zeigen, auf welch dünnem Eis sich der Staatsanwalt im Prozess gegen Peter Jones bewegt hatte. Dearden verspricht daraufhin, die Hinrichtung aufschieben zu lassen und sich mit dem Fall noch einmal zu befassen.

## Sonstiges
Der Film wurde in Schwarzweiß gedreht und basiert auf dem Kriminalstück The Neck In The Rope von Arthur Bradley und ist eine reine Studioinszenierung ohne Außenaufnahmen. Die „Krimihomepage“ bezeichnet die Produktion als atemberaubende und temporeiche Kriminalgeschichte.
Derselbe Stoff wurde unter gleichem Titel bereits 1955 vom Bayerischen Rundfunk unter der Regie von Franz Josef Wild verfilmt. Dort spielten Friedrich Schoenfelder und Gisela Fackeldey als Ehepaar Dearden sowie Howard Vernon (Mason), Otto Brüggemann (Grainger), Harry Hertzsch und Annemarie Holtz (Lord und Lady Haggerton), Erica Beer (Dinah Hill) und Fritz Rasp (James).